# Orthacris maindroni
Orthacris maindroni is een rechtvleugelig insect uit de familie Pyrgomorphidae. De wetenschappelijke naam van deze soort is voor het eerst geldig gepubliceerd in 1905 door Ignacio Bolívar.